# David Keilin
David Keilin (21 de març de 1887, Moscou – 27 de febrer de 1963, Cambridge) va ser entomòleg britànic d'origen polonès, però nascut a Rússia. És conegut pels seus estudis sobre la bioquímica dels dípters; també per la recerca i redescoberta del citocrom (nom donat per ell) durant els anys de 1920. El citocrom va ser descobert per C. A. McMunn el 1884, però el descobriment havia quedat oblidat o malentès. També va fer un nombre extens de contribució en els camps de l'entomologia i la parasitologia durant la seva carrera. Va publicar untotal de trenta-nou articles entre 1914 i 19234, sobre la reproducció dels polls, l'adaptació respiratòria d'una larva d'abella, entre altres matèries.
Va ser acceptar com a membre de la Royal Society el 1926. Li atorgaren la Royal Medal el 1939 i Copley Medal el 1951.